# 그랜드 투어 (자전거)
도로 자전거 경기에는 그랜드 투어라 불리는 유럽에서 열리는 아주 큰 프로 자전거 스테이지 경기 3개가 있다.
- 투르 드 프랑스 - 프랑스 일주
- 지로 디탈리아 - 이탈리아 일주
- 벨타 아 에스파냐 - 스페인 일주

세 개의 대회를 합쳐서 그랜드 투어라 부르며, 형식도 유사하다. 모두 날짜별 스테이지로 구성된 몇 주간에 걸친 경기이다. 스테이지는 길게 늘어서서 함께 출발하는 경기(어떤 경우는 산악, 오르막, 내리막으로 구성되어 있고, 또 다른 경우는 스프린트 피니쉬에 능한 이들이 좋아하는 평지 스테이지이다), 개인 타임 트라이얼, 팀 타임 트라이얼, 비경쟁 시범 경기, 휴식일이 섞여있는 구성이다.
수상은 개인 종합 순위, 팀 순위, 산악왕, 포인트 경쟁이 있으며, 대부분 젊은 라이더 부문이 존재하며, 그보다 덜 알려진 부문도 존재한다. 가장 치열한 부문은 개인 종합 순위(투르 드 프랑스에서는 노랑 저지(Maillot jaune)), King of the Mountains(투르 드 프랑스에서는 땡땡이 저지), 포인트 경쟁(투르 드 프랑스에서는 녹색 저지(Maillot vert))이다. 한 레이스에서 세 개 부문을 모두 휩쓴 사람은 두명만이 존재한다. 1969년 투르 드 프랑스의 Eddy Merckx와 1995년 Vuelta a España의 Lauren Jalabert이다.
같은 해에 세 개의 그랜드 투어 모두를 휩쓴 사람은 아직까지 존재하지 않는다. 4명의 라이더가 3개의 그랜드 투어 모두에서 우승해 본 경력이 있다.
- Jacques Anquetil; 프랑스; 투르 드 프랑스 5회(1957, 1961, 1962, 1963, 1964), Giro 2회 (1960, 1964), Vuelta 1회(1963).
- Felice Gimondi; 이탈리아; 투르 드 프랑스 1회(1965), Giro 3회(1967, 1969, 1976), Vuelta 1회(1968)
- Eddy Merckx; 벨기에; 투르 드 프랑스 5회(1969, 1970, 1971, 1972, 1974), Giro 2회(1968, 1970, 1972, 1973, 1974), Vuelta 1회(1973)
- Bernard Hinault; 프랑스; 투르 드 프랑스 5회(1978, 1979, 1981, 1982, 1985), Giro 3회(1980, 1982, 1985), Vuelta 2회(1978, 1983)

같은 해의 그랜드 투어 모두에서 스테이지 승리 경력이 있는 선수는 오직 3명만이 존재한다:
- Miguel Poblet; 스페인; (1956)
- Pierino Baffi; 이탈리아; (1958)
- Alessandro Petacchi; 이탈리아; (2003)

국제 자전거 경기 연합의 프로투어에 속한 모든 팀은 세 개의 경기 모두 의무적으로 참가해야 한다. 다만 팀 구성은 달라질 수 있다.

## 최근 우승자
| 연도 | 지로 디탈리아     | 투르 드 프랑스  | 벨타 아 에스파냐  |
| ---- | ----------------- | --------------- | ----------------- |
| 2005 | Paolo Savoldelli  | 랜스 암스트롱   | Denis Menchov     |
| 2004 | Damiano Cunego    | 랜스 암스트롱   | Roberto Heras     |
| 2003 | Gilberto Simoni   | 랜스 암스트롱   | Roberto Heras     |
| 2002 | Paolo Savoldelli  | 랜스 암스트롱   | Aitor Gonzalez    |
| 2001 | Gilberto Simoni   | 랜스 암스트롱   | Angel Luis Casero |
| 2000 | Stefano Garzelli  | 랜스 암스트롱   | Roberto Heras     |
| 1999 | Ivan Gotti        | 랜스 암스트롱   | Jan Ullrich       |
| 1998 | Marco Pantani     | Marco Pantani   | Abraham Olano     |
| 1997 | Ivan Gotti        | 얀 울리히       | Alex Zülle        |
| 1996 | Pavel Tonkov      | Bjarne Riis     | Alex Zülle        |
| 1995 | Tony Rominger     | Miguel Induráin | Laurent Jalabert  |
| 1994 | Eugeni Berzin     | Miguel Induráin | Tony Rominger     |
| 1993 | Miguel Induráin   | Miguel Induráin | Tony Rominger     |
| 1992 | Miguel Induráin   | Miguel Induráin | Tony Rominger     |
| 1991 | Franco Chiocciolo | Miguel Induráin | Melchor Mauri     |

## 같이 보기
- 프로투어
- 삼관왕